# Mirsad Türkcan
Mirsad Türkcan, nato Mirsad Jahović (in serbo Мирсад Туркџан?; Novi Pazar, 7 giugno 1976), è un ex cestista jugoslavo naturalizzato turco, professionista nella NBA e in Europa.

## Biografia
Serbo di nascita, è scappato dalla guerra all'età di 16 anni approdando in Turchia, dove uno zio giocava a basket. Ottenuta la cittadinanza turca, ha cambiato cognome da Jahović a Türkcan.

## Carriera
È stato selezionato dagli Houston Rockets al primo giro del Draft NBA 1998 (18ª scelta assoluta).
A parte qualche sporadica apparizione in NBA con New York Knicks e Milwaukee Bucks, tuttavia, ha svolto gran parte della sua carriera in Europa, imponendosi come uno dei migliori giocatori delle edizioni di Eurolega di inizio millennio, tanto da essere nominato MVP della regular season nel 2002, MVP delle Top 16 nel 2003 ed essere inserito nel quintetto ideale dell'edizione del 2004.
In Italia ha giocato per una stagione con la Montepaschi Siena, nel 2002-03.

## Statistiche

### NBA

#### Regular Season
| Anno      | Squadra         | PG | PT | MP  | TC%  | 3P% | TL%  | RP  | AP  | PRP | SP  | PP  |
| --------- | --------------- | -- | -- | --- | ---- | --- | ---- | --- | --- | --- | --- | --- |
| 1999-2000 | N.Y. Knicks     | 7  | 0  | 3,6 | 20,0 | 0,0 | -    | 1,4 | 0,1 | 0,3 | 0,0 | 0,6 |
| 1999-2000 | Milwaukee Bucks | 10 | 0  | 6,5 | 42,9 | 0,0 | 62,5 | 2,3 | 0,4 | 0,1 | 0,1 | 2,9 |
| Carriera  | Carriera        | 17 | 0  | 5,3 | 36,8 | 0,0 | 62,5 | 1,9 | 0,3 | 0,2 | 0,1 | 1,9 |

#### Playoffs
| Anno     | Squadra         | PG | PT | MP  | TC%  | 3P% | TL% | RP  | AP  | PRP | SP  | PP  |
| -------- | --------------- | -- | -- | --- | ---- | --- | --- | --- | --- | --- | --- | --- |
| 2000     | Milwaukee Bucks | 2  | 0  | 5,0 | 20,0 | 0,0 | 100 | 1,0 | 0,0 | 0,0 | 0,0 | 2,0 |
| Carriera | Carriera        | 2  | 0  | 5,0 | 20,0 | 0,0 | 100 | 1,0 | 0,0 | 0,0 | 0,0 | 2,0 |

### Eurolega
| Anno      | Squadra         | PG  | PT | MP   | TC%  | 3P%  | TL%  | RP   | AP  | PRP | SP  | PP   |
| --------- | --------------- | --- | -- | ---- | ---- | ---- | ---- | ---- | --- | --- | --- | ---- |
| 2001-2002 | CSKA Mosca      | 17  | 16 | 35,1 | 51,7 | 33,3 | 70,9 | 12,8 | 2,1 | 1,2 | 1,2 | 17,6 |
| 2002-2003 | Mens Sana Siena | 21  | 21 | 35,7 | 52,0 | 47,3 | 70,7 | 11,8 | 2,1 | 2,1 | 0,8 | 14,6 |
| 2003-2004 | CSKA Mosca      | 20  | 18 | 25,6 | 44,3 | 24,5 | 68,1 | 10,4 | 1,0 | 0,8 | 0,3 | 10,0 |
| 2005-2006 | Fenerbahçe      | 16  | 11 | 29,7 | 45,1 | 32,0 | 76,8 | 8,9  | 1,5 | 1,4 | 0,5 | 11,7 |
| 2006-2007 | Fenerbahçe      | 11  | 10 | 25,9 | 41,9 | 23,1 | 75,0 | 9,2  | 1,1 | 1,2 | 0,6 | 8,1  |
| 2007-2008 | Fenerbahçe      | 12  | 7  | 27,2 | 43,6 | 24,1 | 79,3 | 9,2  | 1,3 | 0,6 | 0,8 | 9,8  |
| 2008-2009 | Fenerbahçe      | 14  | 11 | 27,4 | 49,0 | 51,3 | 83,3 | 8,6  | 1,1 | 0,6 | 0,4 | 15,4 |
| 2009-2010 | Fenerbahçe      | 1   | 0  | 10,3 | 25,0 | 0,0  | -    | 2,0  | 0,0 | 0,0 | 0,0 | 2,0  |
| 2010-2011 | Fenerbahçe      | 12  | 0  | 21,0 | 47,4 | 36,1 | 50,0 | 7,3* | 0,8 | 0,8 | 0,2 | 7,9  |
| 2011-2012 | Fenerbahçe      | 5   | 0  | 16,9 | 31,6 | 20,0 | 100  | 9,6  | 1,0 | 0,4 | 0,0 | 3,4  |
| Carriera  | Carriera        | 129 | 94 | 28,5 | 47,4 | 34,5 | 72,6 | 10,0 | 1,4 | 1,1 | 0,6 | 11,8 |

## Palmarès

### Squadra
- Campionato turco: 7

Efes Pilsen: 1995-96, 1996-97
Ülkerspor: 2005-06
Fenerbahçe Ülker: 2006-07, 2007-08, 2009-10, 2010-11
- Campionato russo: 1

CSKA Mosca: 2003-04
- Coppa di Turchia: 2

Fenerbahçe Ülker: 2009-10, 2010-11
- Coppa Korać: 1

Efes Pilsen: 1995-96

### Individuale
- Euroleague MVP: 1

CSKA Mosca: 2001-02
- Euroleague Top 16 MVP: 1

Siena: 2002-03
- All-Euroleague First Team: 1

CSKA Mosca: 2003-04
- All-Euroleague Second Team: 2

CSKA Mosca: 2001-02
Siena: 2002-03